# Bálkršna Dóší
Bálkršna (nebo také Bálkrišna) Vitthaldás Dóší, známější jako B. V. Dóší, (26. srpna 1927 Puné – 24. ledna 2023 Ahmadábád) byl indický architekt. V roce 2018 obdržel Pritzkerovu cenu.

## Život
Bálkršna Dóší studoval architekturu na univerzitě v Bombaji, kterou opustil roku 1950. Následně odjel do Evropy, kde pracoval v kanceláři u Le Corbusiera. Do Indie se vrátil v roce 1954, aby dozoroval práce na indických projektech Le Corbusiera.
V roce 1955 založil svou vlastní architektonickou kancelář s názvem Vástušilpa. Spolupracoval s Louisem Kahnem na výstavbě kampusu Indického institutu managementu v Ahmadábádu. Jeho stavby čerpají z tradice modernistické architektury, absorbují ale i vlivy indického stavitelského dědictví. Tématem jeho návrhů je rovněž environmentální hledisko. Věnuje se práci na návrzích sociálního bydlení. V roce 2018 se stal jako vůbec první indický architekt laureátem Pritzkerovy ceny.
Dóší během své kariéry působil rovněž jako pedagog. Založil několik vzdělávacích institucí v oborech jako architektura a městské plánování.

## Ocenění
- Padma Šrí, 1976
- Řád umění a literatury, 2011
- Pritzkerova cena, 2018
- Padma Bhúšan, 2020